# War Rock
War Rock es un videojuego en línea bélico gratuito. El juego funciona bajo el motor gráfico Jindo, propiedad de Dream Execution Technology Co. Ltd, y consta de dos versiones distintas, distribuidas cada una de ellas de forma independiente.
Así pues Papaya Play (Vertigo Games) se encarga ahora de la versión internacional y la propia Dream Execution Technology de la versión coreana.
El primer distribuidor de la versión internacional fue K2 Network desde la primera beta cerrada en diciembre de 2005 hasta 2009 donde pasó a llamarse Gamerfist (ahora Little Orbit LLC.).
Tras un momento duro entre el distribuidor y la desarrolladora, la licencia cambio de manos a Nexon Europe en junio de 2012.
Luego de 5 años que Nexon Europe estuvo al mando, nuevamente este se despide anunciando su retirada y a la vez dando a conocer el nuevo distribuidor, Papaya Play propiedad de Vertigo Games. 
El juego a obtenidos cambios significativos luego de tantos años siendo este unos de los juegos FPS shooter más longevos de la actualidad, claro está que hoy en día la influencia de jugadores a disminuido tras la falta de actualizaciones que le diesen un aspecto más actual al juego. 
El juego está disponible en Steam desde enero de 2019 y la versión internacional engloba ahora el resto de versiones exceptuando la coreana. 
El juego cuenta con bastantes similitudes con juegos como Battlefield 1942 o Counter-Strike, siendo uno de los juegos Free2Play más jugados en el pasado. Actualmente el número de jugadores es bastante menor pero llegó a alcanzar cifras de 28 000 jugadores en Corea, y casi dos millones de jugadores a nivel mundial. 

## Seguridad
Para combatir a los tramposos (en inglés, cheaters) la versión internacional del juego utiliza el sistema HackShield PR0, como la versión coreana y la japonesa utiliza el sistema de seguridad X-Trap. Los cheaters han descendido en la versión internacional desde la inclusión de PunkBuster en el juego. Sin embargo, puede ser difícil de distinguir un tramposo de un jugador legítimo ya que existen hacks (programas para hacer trampa) que pueden ser utilizados de manera disimulada simplemente aumentando el daño de los disparos o ayudando al jugador a apuntar. Los desarrolladores y los jugadores con cuentas especiales tienen acceso a artículos y armas adicionales. También, War Rock contiene muchos bugs y exploits que son utilizados para hacer trampas en el juego sin necesidad de recurrir a ningún hack o cheat. Las versiones iniciales de War Rock tuvieron muchos más fallos de seguridad que las actuales, Hasta ahora Nexon EU a puesto mucha atención acerca de los Hacker y continuamente ha estado Mostrando en sus foros listas de todas las cuentas que han sido canceladas.
En sus inicios, el War Rock no tenía sistema de AntiCheats pero tenía más bugs. Pero el sistema AntiCheats actual no sirve demasiado, ya que los cheaters usan programas para burlar la seguridad del juego y usar cheats en el juego. Pero con la intruducción del nuevo parche del 25/07/12 se instaló una nueva actualización de HacShield que hasta el momento ha mostrado un buen resultado.
Lamentablemente, todos los intentos para terminar con los cheaters han fracasado. El principal problema de WarRock, reside en su arquitectura P2P que permite que cualquier cheater pueda modificar el juego a su antojo, en valores como posición en el mapa, gravedad, municiones infinitas, vehículos terrestres voladores...
El número de jugadores ha descendido en un 50% en el último año, y los suscriptores prémium han dejado de renovar, debido al gran número de cheaters y a que GamersFirst no hace nada por remediarlo, basando su política anticheaters en renovar mensualmente el ejecutable del juego, medida que no dura ni 24 horas en el mejor de los casos.

## Modos de juego, mapas y personajes
- Close Quarters Combat (mapas pequeños): Son mapas pequeños en los que se pueden jugar partidas de 8, 16 o 24 jugadores, dependiendo del modo de juego. Existen cuatro modos de juego(cinco contando el Modo Héroe eliminado por decisión del distribuidor), son los siguientes:

- - Explosive (Plantar y Defusar la bomba, partida por rondas que va desde una hasta nueve). Las partidas pueden ser de 8 o 16 jugadores.
  - FFA (Todos contra todos), el primero en llegar al límite de muertes impuesto por el Máster de la sala ganará la partida, este puede ser entre diez y treinta muertes. Las partidas pueden ser de 8 o 16 jugadores.
  - 4vs4 Deathmatch (Combate a muerte por equipos en mapas pequeños), partida entre dos equipos de cuatro jugadores cada uno, el primero que haga llegar al equipo rival al límite de puntos gana el encuentro. El límite puede ir de 30 a 200 muertes.
  - Deathmatch (Combate a muerte por equipos en mapas medianos sin vehículos), antiguamente conocido como Urban Ops, similar al anterior pero en mapas más grande y permitiendo al jugador tumbarse en el suelo. El límite varía en este caso entre 30 y 300. En estos mapas pueden jugar 8, 16 o 24 jugadores.

- Los mapas disponibles en CQC son los siguientes:

- - Explosive & FFA (& Hero Mode)

- -     - Marien (Convertido en XMarien durante las navidades y en WMarien durante el mundial de fútbol), mapa basado en un pueblecito de Derbaran.
    - Cadoro, mapa basado en un desierto de Derbaran).
    - Velruf (Este es convertido en Xvelruf cuando llega las fechas de Navidad y pasadas esta vuelve a su estado original), mapa basado de una ciudad.
    - Xauen (Convertido en Xauent Halloween durante Halloween,) mapa basado en una gran ciudad, con vehículos destrozados y grandes rascacielos.
    - Khyber, mapa basado en una mansión, al estilo árabe oriental.
    - Karaqum, una base militar de los rebeldes NIU en un pueblo.
    - Bloc (Este es convertido en Bloc Halloween cuando llega Halloween y pasadas esta vuelve a su estado original), pueblo con edificios, vehículos, contenedores e iglesias, un barrio normal.
    - Khali, museo de armas en Derbaran.
    - Beringia, dos buques que llevan mercancía a otras ciudades de Derbaran.
    - Artifact, laboratorio NIU situado bajo el suelo de Could Forest.
    - Decay, antigua estación de tren usada por NIU para transportar mercancías.
    - Dotonbori, ciudad real coreana.
    - Bio Lab, laboratorio simétrico.
    - Kharif, ciudad californiana real.
    - Bazaar, zona de puerto con un restaurante abandonado.
    - Byway (Solo disponible en la versión coreana del juego, de momento), mapa situado cerca de Cadoro compartiendo varias de sus características.

- - 4vs4 Deathmatch
    - Red Clover (Convertido a Winter Red Clover durante algunas navidades, no todas), basado en un mercado de Derbaran.
    - Cold Cave, mapa basado en una estación de metro.
    - Rusty Nails, mapa basado en un pequeño mercado.
    - Blue Storm, mapa basado en la ciudad de Santorini.
    - Dark Glow, mapa basado en un pequeño almacén de mercancías.
    - Lost Temple, mapa basado en un antiguo templo, ubicado en medio de la jungla.
    - Kalie Dos, mapa basado en una ciudad de filipinas, este mapa cuenta con una característica especial, los respawns son en diferentes zonas del mapa.

- - Deathmatch
    - Harbor Ida, es almacén de contenedores.
    - Ravello, mapa basado en un pueblo con una iglesia en el centro.
    - Ravello 2nd Street, el mismo pueblo que el primero pero desde otras calles.
    - Harbor Elia, con un parecido rezonable a Harbor Ida pero simétrico.
    - Alberon, cuenta con un castillo en ruinas en una montaña con la costa al lado.
    - Nerbil, estación de tren NIU nevada.
    - Vitius, ciudad situada al norte de Derbaran.
    - Jiufen (Convertido en XJiufen durante las navidades), mapa basado en una ciudad Taiwanesa.

- CQC contó hace unos años con un modo de juego llamado Hero Mode (Modo Héroe):

Este modo consistía en un duelo de muerte continuo y acción frenética, como el Death match, a diferencia que cada equipo (derbaran, niu) tiene un "héroe", sobre la base de esto cada equipo tiene como objetivo matar al héroe del equipo contrario, al morir 3 veces el héroe termina una ronda. Se puede jugar en formato de 16 u 8 jugadores. 
Se juega en los mapas: Marien, Xauen, Khyber, Biolab, Bloc, Dotonbori.

La modalidad Hero trae poderes en cada personaje que se activan con la tecla F al llenar la barra SKILL GAUGE y cuando se activan 
los personajes comienzan a brillar. Los poderes son los siguientes:
- - HÉROE: Tiene poder de invencibilidad es decir al activar el poder , el héroe no muere por más que sea atacado dentro de un lapso de 7 segundos.
  - Ingeniero: Explota, puede matar a los que estén a su alrededor.
  - Médico: Se cura por 5 segundos.
  - Francotirador: Tiene 7 segundos de GPS.
  - Asalto: Aumenta el poder de ataque así como su velocidad.
  - Soldado Pesado: Aumenta el poder de defensa al igual que su velocidad.

- Battle Group (Mapas grandes): Se juega en mapas grandes y en algunos mapas, aparte de manejar coches, tanques y helicópteros, también se pueden manejar aviones en partidas de hasta 32 jugadores. Cuenta con cuatro modos de juego:

- - Deathmatch, igual que el de CQC pero con vehículos y en mapas más grandes.
  - Conquest, similar a Deathmatch pero el equipo que tenga más bases le restará diez puntos al otro equipo cada veinte segundos. Las partidas pueden ir desde 100 a 999 puntos.
  - Explosive, un modo en el que deberás cumplir ciertos objetivos para seguir avanzando o evitar que avance el rival (según que equipo seas)
  - Total War, modo similar al Conquest pero cuenta con una o varias bases principales que se deberán defender a toda costa, el equipo que las posea sumará puntos para alzarse con la victoria. En este modo de juego los vehículos son canjeables por puntos que se van recibiendo al matar enemigos o conquistar bases.

- Los mapas disponibles en BG son los siguientes:

- - Deathmatch

- -     - Montana, mapa basado en una ciudad pequeña, Montana es una ciudad productora de energía.
    - Emblem, campo de pruebas NIU.
    - Havana, gran ciudad devastada por la guerra. Cuenta con un reloj gigante en el centro.
    - Ohara, base militar situada entree las colinas del desierto.
    - Engrene, mapa simétrico que cuenta con algo más de una decena de bases y aviones.
    - Pargona, islas controladas por Derbaran.
    - Pargona East, mapa similar al normal pero con islas diferentes.
    - Pargona Dogfigth (Disponible en otras versiones), similar a la versión East pero solo cuenta con helicópteros.
    - Conturas, guerra aérea entre NIU y Derbaran en un mapa simétrico que cuenta en su mayor parte con aviones Rafale y F15.
    - Cantumira, ciudad por donde pasa una de las principales carreteras de Derbaran, la ciudad esta en ruinas debido a la guerra.
    - Zakhar, ciudad utilizada por NIU para la investigación de nuevo armamento.
    - Thamugadi, mapa basado en una gran ciudad de los lejanos desiertos de Derbaran.
    - Bandar, el segundo mayor puerto de Derbaran.
    - Cloud Forest, mapa basado en un bosque muy poblado de árboles situado encima de Artifact donde se localiza un laboratorio NIU.
    - Winter Forest, versión nevada de Could Forest.
    - Cráter, zona de guerra con un cráter en el centro.
    - Cráter Dogfigth (Disponible en otras versiones), gira en torno al cráter del centro pero en este caso, como en Pargona, solo cuenta con helicópteros.
    - Paroho, central hidroeléctrica situada en Derbaran.
    - Disturm, zona de guerra en su totalidad, con barcos blindados, puertos, etc. Cuenta con toda clase de vehículos.
    - Central Square, ciudad similar a Zakhar.
    - Day Light, guerra entre los dos bandos en un puente.
    - Kashgar, base militar situada en las montañas.
    - Zadar (Disponible en otras versiones), ciudad con características musulmanas.
    - Zero Point (Disponible en la versión coreana), similar a Ohara pero entre montañas nevadas.
    - Odyssey (Solo disponible en eventos), mapa situado en unas islas al este de Derbaran.

- - Conquest

- -     - Skill Pointer, dos zonas separadas por una montaña en el centro, solo existen tanques en este mapa.
    - Day Light, guerra entre los dos bandos en un puente.

- - Explosive

- -     - Siege War, una de las principales bases NIU, deberán defenderla ante la amenaza del ejército Derbaran.
    - Siege War II, los NIU intentan lanzar un misil para destruir una de las principales bases de Derbaran, estos intentarán evitarlo.

- - Total War

- -     - Death Hill, dos bases y en medio una montaña donde se sitúa la base en disputa.
    - Fort Island (Disponible en la versión coreana), situado cerca de Odyssey, es una isla en la que ha atracado un portaviones, en la cual ambos equipos lucharan a muerte por las dos bases en disputa.

### Personajes
Asalto: soldado normal. Mejores armas: FAMAS, G36, L85A1, M249 y M60.
Soldado pesado: lanzamisiles, minas, ametralladoras, etc. Mejores armas: RPG_7 y M134.
Médico: puede curar y auto curarse. Mejores armas: MP7A1, K1, DUAL SCORPIONS y TMP9.
Ingeniero: restaura el blindaje de los vehículos. Mejores armas: MP7A1, DUAL SCORPIONS, K1 y TMP9.
Francotirador: dispara a distancia y tiene rifles fuertes. Mejores armas: Dragunov, M82 Barrett, PSG-1, AW50F y AI-AW.
Ai Channel:
Es el canal donde se juega contra zombis existen Escape Mode (Escapar de los infectados con aliados), Survival Mode (sobrevivir a 20 asaltos de zombis), Time Atack (escapar pero con tiempo y al final se gana una recompensa aleatoria dependiendo de cual caja elegiste) y Defese Mode (defender un artefacto biológico. El ingeniero lo puede reparar)